# River Esk (Solway Firth)
Der Esk ist ein Fluss in der schottischen Council Area Dumfries and Galloway und der englischen Grafschaft Cumbria.

## Verlauf
Der Fluss entsteht durch den Zusammenfluss des White Esk mit dem Black Esk in der Nähe der Ortschaft Castle O’er in einer Höhe von 149 m. Zunächst nach Osten fließend, beschreibt der Esk auf seinem rund 35 km langen Lauf einen weiten Halbkreis im Uhrzeigersinn. Zuletzt nach Westen fließend, bildet er mit seinem Zusammenfluss mit dem Eden den Kopf des Solway Firth, der sich schließlich zu einer Bucht weitet und in der Irischen See aufgeht.

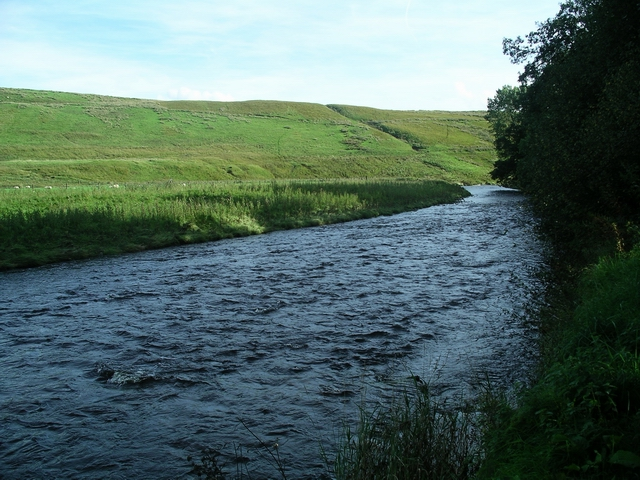
Der White Esk kurz vor der Mündung
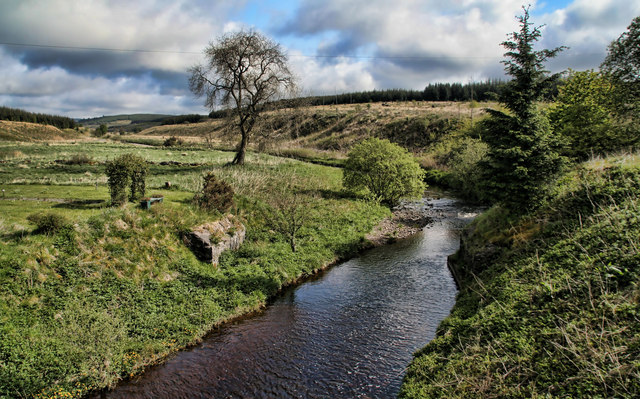
Der Black Esk
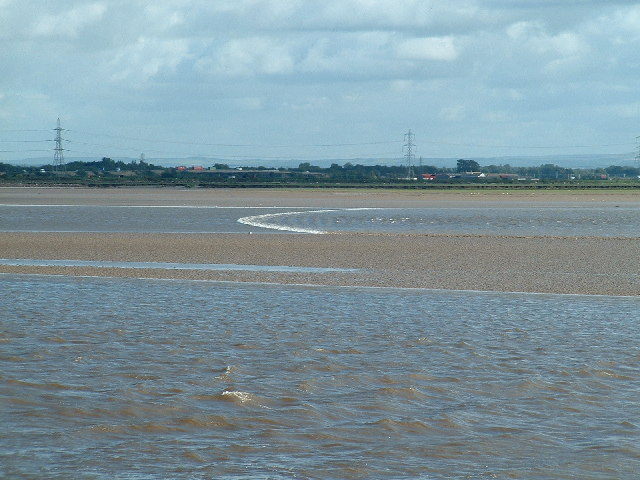
Zusammenfluss von Esk und Eden zum Solway Firth

Der Esk fließt durch eine dünnbesiedelte Region Dumfries and Galloways. Bentpath, Langholm und Canonbie zählen zu den Ortschaften entlang des Esks in Schottland. Mit der Einmündung des Liddel Water südlich von Canonbie bildet der Esk für rund 800 m die Grenze zwischen Schottland und England. In der englischen Grafschaft Cumbria fließt der Esk durch Longtown, um sich dann südlich von Gretna zum Solway Firth zu öffnen und erneut die schottisch-englische Grenze zu bilden.

## Zuflüsse
Entlang seines Laufes nimmt der Esk zahlreiche Bäche auf. Zu den bedeutendsten linken Zuflüssen zählen das Ewes Water in Langholm, das Tarras Water südlich von Langholm, das Liddel Water südlich von Canonbie sowie der Lyne zwischen Longtown und Mündung. Von rechts mündet in Langholm außerdem das Wauchope Water in den Esk.

## Brücken
Mit der A7 und der M6 queren neben zahlreichen Nebenstraßen zwei Fernverkehrsstraßen den Esk. In Schottland führen mit der Gilnockie Bridge, der Bentpath Bridge, der Duchess Bridge und der Skipper’s Bridge alleine vier Brücken aus der höchsten Denkmalkategorie A über den Esk.

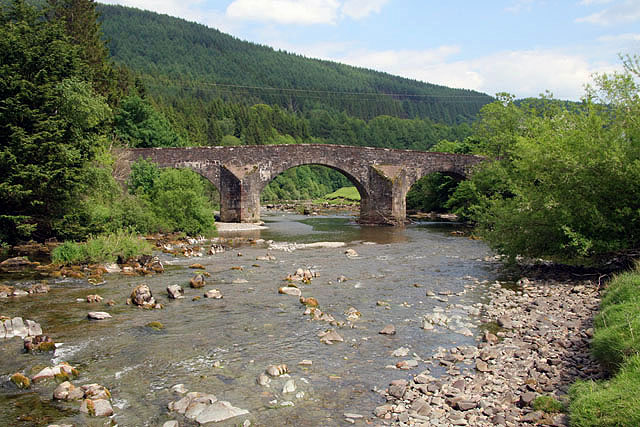
Bentpath Bridge in Bentpath
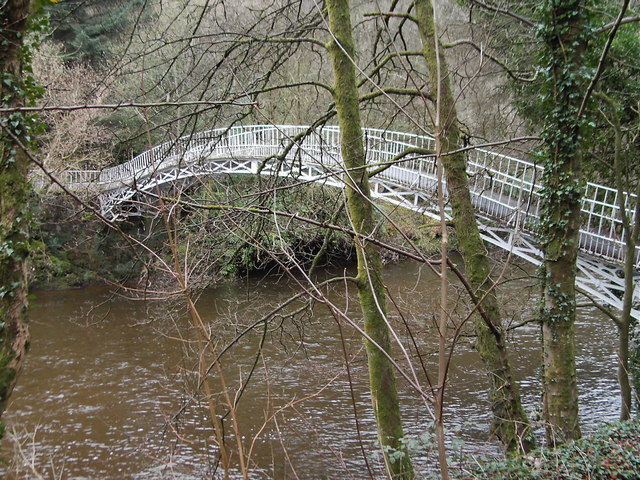
Duchess Bridge bei Langholm
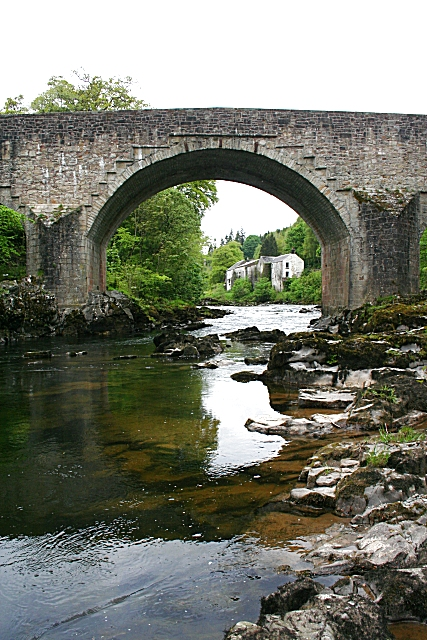
Skipper’s Bridge bei Langholm